# أندرياس ميس
أندرياس ميس (من مواليد 21 آب/أغسطس 1990 في كولونيا) هو لاعب تنس ألماني محترِف منذ عام 2013.

## المسيرة الرياضية
يلعب أندرياس ميس كلاعب رئيسي في فئة الزوجي، ففي عام 2017 فاز بأول لقب تشالنجر له مع لاعب التنس الآخر أوسكار أوتي في بطولة روما ثم لقب بوبراد مع ماتيوس كووالتشيك وميربوش مع كيفن كراويتز. شكَّل في عام 2018 فريقًا مع كيفن كراويتز، فنجحَ في حصدِ خمسة ألقاب تشالنجر في كلٍ من روما ألماتي وجنوة وسيبيو وإكينتال ووصل إلى الدور السادس عشر في بطولة ويمبلدون وهو ما مكّنه من دخول قائمة أفضل 100 لاعب في تصنيفات رابطة محترفي التنس لأول مرّة في مسيرتهِ الاحترافيّة. فاز في عام 2019 بأول لقب له في اتحاد لاعبي التنس المحترفين مع كيفن كراويتز في لونغ آيلاند، واستمرّ مع نفس اللاعب للعام الثاني تواليًا (2020) حيث تأهلا لبطولة رولان جاروس.